# Comtat de Rochefort
El comtat de Rochefort fou una jurisdicció feudal de França, a la regió de París, centrada en Rochefort (Rochefort-en-Yvelines).
El primer que va agafar el títol de comte de Rochefort fou Guiu II el Roig de Montlhéry, fill de Guiu I de Montlhéry, esmentat en cartes del 1070 i 1085 abans de ser comte, que era castellà de Châteaufort i de Gometz i senyor de Crècy-en-Bray, de Gournay-sur-Marne i de Bréthencourt, que fou senescal de França vers 1105. Va fer construir un gran castell a Rochefort i va agafar el títol comtal. Es va rebel·lar contra Lluís VI de França (1108-1137) vers 113-1114. Es va casar amb Elisabet i després en segones noces amb Adelaida de Crècy, senyora de Crècy i de Gournay-sur-Marne, vídua de Bucard III comte de Corbeil (+ vers 1105). Va morir després del 1114. Va tenir dos fills del primer matrimoni: Guiu III que fou comte de Rochefort, i una filla casada amb el senyor de Garlande. Del segon matrimoni va tenir a:
- Hug (+1147) que fou senyor de Gournay i senescal de França vers 1106 i va participar en la revolta del seu pare contra el rei que va assetjar el castell de Gournay el 1114, i fou derrotat i es va fer monjo a Cluny.
- Luciana (+1137) promesa (1104) a Lluís de França, fill de Felip I de França, annul·lat el compromís pel concili de Troyes el 23 de maig de 1107 per consanguinitat; després es va acabar casant amb Guixard III de Beaujeu, fill d'Humbert II senyor de Beaujeu.
- Beatriu (+ abans de 1172) casada a Manassès de Tournan (+1137) i en segones noces amb Dreux senyor de Pierrefonds (+ vers 1160).

Guiu III va succeir com a comte al seu pare vers 1114. Es va casar i va tenir almenys dos fills: Simó que el va succeir i va morir abans de 1125; i Guiu (esmentat vers 1123).
Posteriorment hi ha un període sense notícies i vers 1200 apareix com a comte Guillem I de les Barres, senyor d'Oissery i de la Ferté-Alais (Guillem II, fill de Guillem I de les Barres senyor d'Oissery i de la Ferté-Alais) casat amb Amícia de Leicester, vídua de Simó de Montfort i filla de Robert de Breteuil, earl de Leicester. És esmentat sense títol comtal en una donació de 1180. Amícia va entregar Breteuil al rei de França el 1206 a canvi d'altres terres. Va tenir una filla de nom Amícia. Guillem va morir a Fontaine-les-Nonnes el 23 de març de 1234.
Posteriorment Rochefort va esdevenir una simple senyoria que va passar per herència als Silly. Elevada a principat va passar també per herència el 1596 a Hèrcules de Rohan, net de Catherine de Silly, que va fer reconstruir el castell. El principart de Rochefort va restar en la casa de Rohan fins a la revolució.